# Öken (roman)
Öken (Désert) är en roman av den franske författaren Jean-Marie Gustave Le Clézio utgiven 1980. Romanen blev Le Clézios stora genombrott och belönades av Franska Akademien med Paul Morand-priset.

## Handling
Romanen utspelar sig i öknen i norra Afrika och består av två sammanvävda berättelser. Den ena handlar om den arabiske pojken Nour som tillsammans med sitt folk är på flykt undan de franska trupper som satts in för att kuva nomadfolken. Den andra berättelsen utspelar sig på samma plats många år senare och skildrar nomadflickan Lalla som lever i total samhörighet och harmoni med ökennaturen. För att undkomma ett arrangerat äktenskap flyr hon till Marseille, men hennes längtan driver henne så småningom tillbaka till öknen.

## Svenska utgåvor
- Öken, AWE/Geber, 1984 ISBN 91-20-07139-6
- Öken, Norstedts, 2008 ISBN 978-91-1-302175-1
- Öken, Norstedts, 2009 ISBN 978-91-1-302192-8